# 4172 Rochefort
För andra betydelser, se Rochefort.
4172 Rochefort eller 1982 FC3 är en asteroid i huvudbältet som upptäcktes den 20 mars 1982 av den belgiske astronomen Henri Debehogne vid La Silla-observatoriet. Den är uppkallad efter Rochefort i Belgien.
Asteroiden har en diameter på ungefär 3 kilometer.